# پامیه
پامیه (به فرانسوی: Pamiers) یک کمون در فرانسه است که در Canton of Pamiers-Est واقع شده‌است.

## خصوصیات
پامیه ۴۵٫۸۵ کیلومترمربع مساحت و ۱۵٬۸۵۷ نفر جمعیت دارد و ۲۹۸ متر بالاتر از سطح دریا واقع شده‌است.

## خواهرخوانده
شهرهای کریلزهایم و تراسسا خواهرخوانده‌های پامیه هستند.